# Peniocereus
Genre
Classification APG II (2003)
Peniocereus est un genre végétal regroupant des espèces de cactus (famille des Cactaceae).

## Liste d'espèces
Selon ITIS:
- Peniocereus greggii (Engelm.) Britt. & Rose
- Peniocereus striatus (Brandeg.) Buxbaum